# Mustelus dorsalis
Espèce
Répartition géographique
Statut de conservation UICN

 DD  : Données insuffisantes
Mustelus dorsalis est une espèce de poisson cartilagineux appartenant à la super classe des sélachimorpha.

## Description

### Morphologie générale
Les femelles sont plus grosses, 550-660 mm de longueur totale et plus lourdes, 400-1 000 g que les mâles qui font 500-585 mm de longueur totale et 200-300 g.

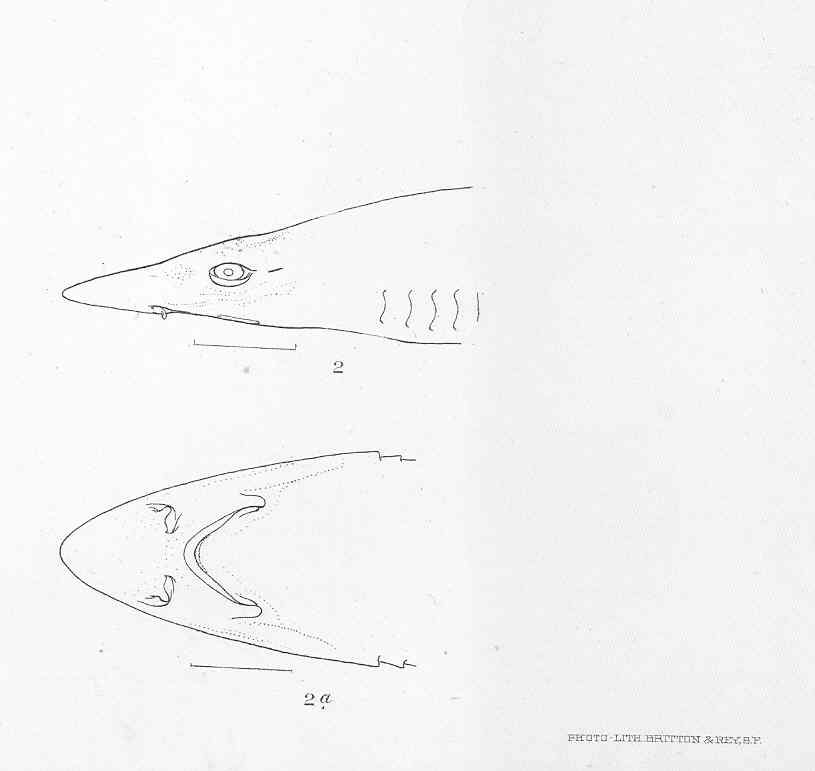
Tête et bouche de Mustelus dorsalis

Sa longueur maximale est d'environ 640 mm.

## Répartition et habitat
Son aire de distribution s’étend de la côte est du Mexique au Pérou dans l’océan Pacifique, cependant il ne semble résider que dans certains habitats de niche. 
Dans le golfe de Nicoya au Costa Rica, on peut observer des émissoles de chaque sexe toute l’année, ce qui laisse penser qu’il constitue une pouponnière et un habitat essentiel.
Il vit dans des eaux allant de 20 à 200 m de profondeur.

## Biologie et écologie

### Reproduction
La maturité sexuelle est observée à partir de 500 mm de longueur totale pour les femelles et de 541 mm pour les mâles.
Il est ovovivipare, la femelle conserve ses œufs dans la concavité utérine jusqu’à ce qu’ils se développent et que les jeunes commencent à émerger. Ils naissent avec une taille allant de 210 à 230 mm. Les portées comporte généralement quatre individus.

### Alimentation
Ce requin est un carnivore opportuniste polyphagique qui s’attaque aux crustacés (Squilla hancocki, S. parva, Litopenaeus sp.), poissons (Anchoa sp., Caranx sp., Lutjanus sp., Engraulis sp.) et mollusques (Loligo sp. et Octopus sp.). Sa proie principale est S. hancocki.

## Taxonomie
La taxonomie de cette espèce a été établie en 1864 par le biologiste Theodore Gill.

## Interaction avec l'homme
Bien qu’il soit considéré comme espèce vulnérable depuis le 24 février 2020, il n’existe pas à l’heure actuelle de réglementation à sa pêche. Il est pêché de façon mineure et est notamment consommé fumé. Il rentre également dans la composition de certaines saucisses.
Il figure sur la liste des espèces marines consommables établis par la FAO.